# 川井源八
川井 源八（かわい げんぱち、1874年〈明治7年〉3月 - 1945年〈昭和20年〉6月22日）は、日本の実業家。第2代三菱電機会長。

## 経歴
福島県耶麻郡、のちの翁島村（現猪苗代町）出身。若松中学校（現福島県立会津高等学校）を経て、1894年高等商業学校（現一橋大学）卒業。東京倉庫神戸支店副支配人、東京倉庫大阪支店支配人等を経て、1920年三菱電機代表取締役。1931年から三菱電機常務取締役として退任した武田秀雄前会長に取り替わり社業を統括した。1935年三菱電機取締役会長。三菱電機において消費者向けの家庭用電化製品事業の創設を進め、扇風機、モーターなどの生産の発案や、ショールームの設立などを行った。野口英世記念会理事長なども務めた。